# Manuele Fior
Manuele Fior (Cesena, 25 aprile 1975) è un fumettista e illustratore italiano.
È autore di opere come Cinquemila chilometri al secondo (che gli è valso il prestigioso Fauve d'or del festival di Angoulême), L'intervista, Celestia e Hypericon. Nei suoi fumetti sono spesso presenti suggestioni artistiche provenienti dalla letteratura, dal cinema, dalla pittura e dall'architettura.

## Biografia

### Infanzia e adolescenza
Manuele Fior nasce il 25 aprile 1975 a Cesena da una famiglia friulana. Il padre era pilota dell'aeronautica militare e la madre insegnante. Per via del lavoro del padre, la famiglia si trasferisce spesso, e Fior trascorre l’infanzia in varie città d’Italia (Cervia, Galatina, Udine). Comincia a disegnare da bambino, affascinato dalla visione di cartoni animati e film d’animazione come i lungometraggi Disney, UFO Robot Goldrake e Conan il ragazzo del futuro. Legge con passione le avventure a fumetti dei supereroi americani, in particolare gli eroi di Marvel Comics come gli X-Men.
All’università si iscrive alla facoltà di architettura all’Università Iuav di Venezia, ritenuta una strada per poter intraprendere una professione che avesse comunque a che fare con il disegno. Durante l’università torna a leggere fumetti, dedicandosi però a letture più adulte, come gli autori del gruppo Valvoline (Igort, Lorenzo Mattotti, Giorgio Carpinteri, Daniele Brolli, Marcello Jori e Jerry Kramsky). «Quando ho letto Fuochi di Mattotti, all’università, ho avuto due settimane di attacchi di panico» ha dichiarato Fior. «Era un tipo di fumetto che mi chiamava a rifarlo, era come nient’altro.»
Nel 1994, a 19 anni, vince il primo premio alla Biennale dei Giovani Artisti dell'Europa e del Mediterraneo di Lisbona, nella categoria dedicata al fumetto.

### Esordi
Mentre è studente compie un soggiorno a Berlino nell’ambito del progetto Erasmus e decide, una volta laureatosi, di trasferirsi lì. Nella capitale tedesca resta dal 1998 fino al 2003, lavorando in uno studio di architetti. A Berlino il suo desiderio di diventare fumettista, sopito da tempo, si riaccende: durante una cena di Natale organizzata dallo studio di architetti in cui lavora, Fior conosce il fondatore della casa editrice tedesca Avant Verlag, per cui realizza delle storie brevi, pubblicate sulla rivista Plaque e altrove.
Dopo l'esperienza berlinese si trasferisce in Egitto, lavorando ai disegni di scavi archeologici, e poi a Oslo, in Norvegia, dove trova lavoro come illustratore per Ny Tid, un settimanale norvegese che per due anni gli commissiona una manciata di illustrazioni alla settimana, e pubblica storie brevi su riviste come Bile Noire, Stripburger, Forresten e Osmosa. Nei primi anni Duemila, scopre l’esistenza della neonata casa editrice di fumetti Coconino Press, fondata da Igort. Come spiega lo stesso Fior: «scrissi a Igort, che aveva questa abitudine pregevole di rispondere a tutti, anche agli emeriti sconosciuti come me. [...] Gli mandai i miei lavori, me li commentò, mi disse di continuare». Igort pubblicò una sua storia breve sulla rivista di Coconino Black, per poi chiedergli di lavorare a un fumetto lungo: nasce così Rosso oltremare, in cui il mito di Dedalo si mischia alle ossessioni di un giovane architetto, Fausto, imprigionato dalla sua ricerca della perfezione.
Nel 2007, Rosso oltremare vince il premio Attilio Micheluzzi, istituito da Napoli Comicon, per il miglior disegno di un romanzo grafico. Nel frattempo, Fior va a vivere in Francia, su invito dell’amico e collega Alessandro Tota. Nel 2009 realizza La signorina Else, adattamento fumettistico dell'omonimo romanzo di Arthur Schnitzler.

### La consacrazione
Ispirato dalle proprie esperienze di vita, nel 2010 Fior scrive e disegna Cinquemila chilometri al secondo, storia di tre ragazzi, Lucia, Piero e Nicola, e di un triangolo amoroso che, dall'adolescenza, si protrae fino all'età adulta, mentre le loro vite li portano a vivere in varie località del mondo, tra cui la Norvegia e l'Egitto. Cinquemila segna una svolta importante nella carriera dell'autore, che incontra per la prima volta uno straordinario riscontro di pubblico e un’unanime acclamazione da parte della critica, che lo descrive come un autore che «sa raccontare così bene perché ha qualcosa da dire e sa come dirlo», e che si distingue «per la maestria dello stile e la voce da autore profondo».
Cinquemila chilometri al secondo vince il premio Gran Guinigi per Autore unico a Lucca Comics, il premio Micheluzzi come miglior fumetto e il Fauve d'or come miglior album al Festival di Angoulême, sesto italiano a vincerlo nella storia della manifestazione.

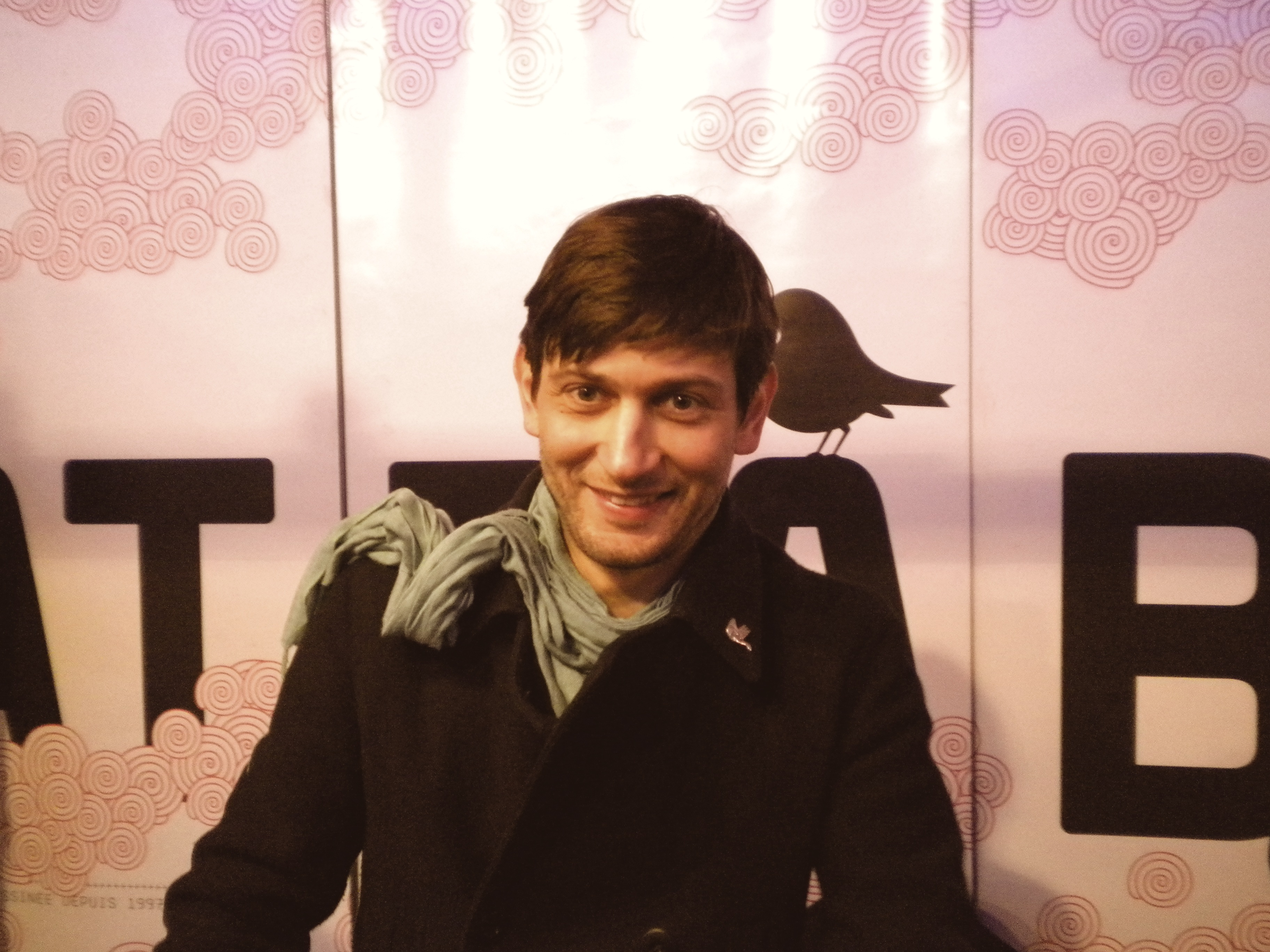
Manuele Fior al Festival international de la bande dessinée d'Angoulême 2011

Nel 2011 esordisce sul New Yorker in veste di illustratore, e illustra la rubrica che Alessandro Baricco tiene su Repubblica, poi raccolta nel libro del 2012 Una certa idea di mondo, mentre le sue collaborazioni con manifestazioni, editori e riviste si fanno sempre più intense (Feltrinelli, Einaudi, Edizioni EL, Fabbri, Internazionale, Il Sole 24 Ore, il manifesto, Rolling Stone, Les Inrockuptibles e tanti altri).
A Cinquemila fa seguito, nel 2013, L'intervista, realizzata con il carboncino per emulare il bianco e nero dei film di Michelangelo Antonioni. Il fumetto racconta una vicenda fantascientifica, ambientata nell'Italia del 2048, con protagonisti Raniero, uno psicologo cinquantenne la cui vita cambia dopo aver assistito all'apparizione di creature extraterresti, e una ragazza telepate, Dora, personaggio che tornerà in altre opere future dell'autore.
Nel 2015 esce I giorni della merla, storia breve contenuta nell'antologia letteraria di minimum fax L'età della febbre successivamente raccolta nel volume I giorni della merla, che ripubblica fumetti disegnati per quotidiani (La Stampa, Repubblica), riviste (Internazionale, Le Monde diplomatique) e volumi (Vies Tranchées, Collectif Immigrants, Papier gaché).
Nello stesso anno viene dato alle stampe Le variazioni d'Orsay, fumetto commissionato dal museo d'Orsay all'interno di un'iniziativa che mira a far conoscere i musei francesi attraverso i fumetti (l'anno prima Catherine Meurisse aveva realizzato Moderne Olympia, sempre ambientato al d'Orsay, mentre Jirō Taniguchi aveva realizzato I guardiani del Louvre). Per disegnare Le variazioni d'Orsay, storia ambientata all'epoca dell'impressionismo e che ruota attorno alla figura di Edgar Degas, Fior utilizza la gouache, un particolare tipo di tempera più opaca con cui aveva già realizzato alcune illustrazioni. L'esperienza lo invoglia a «declinare questo tipo di tecnica in forma più grafica, più leggera, e mantenerlo come stile».

### La fase matura

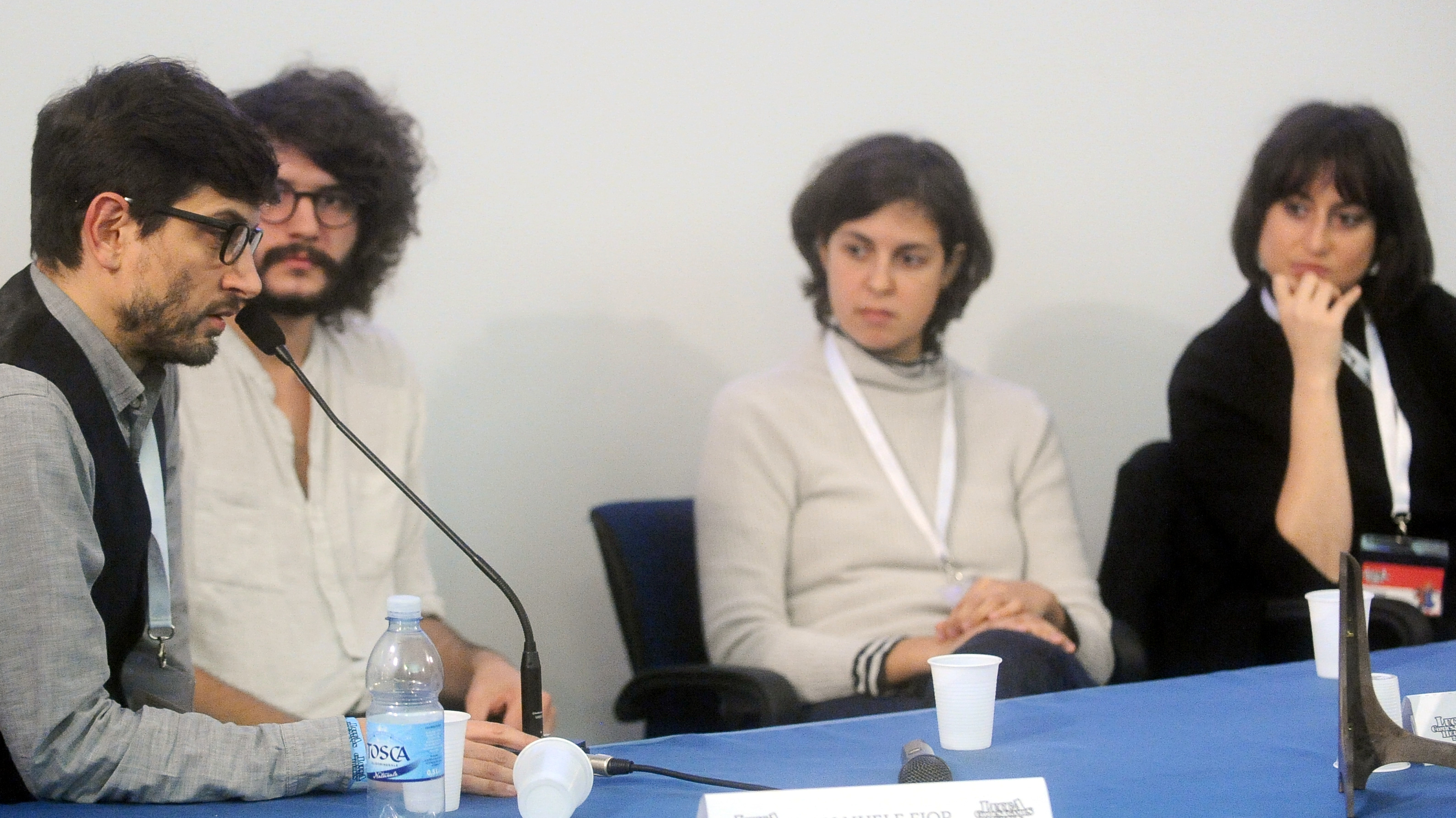
Manuele Fior, Matteo Berton, Bianca Bagnarelli e Sarah Mazzetti a Lucca Comics & Games 2017.

Nel 2016 disegna il poster per l'edizione dei 70 anni del premio Strega, omaggiando il lavoro del pittore Mino Maccari, e l'anno successivo Sergio Bonelli Editore lo chiama per realizzare le copertine della nuova serie a fumetti con protagonista Mercurio Loi. In America, intanto, grazie all'edizione statunitense di Cinquemila chilometri al secondo, Fior viene candidato a un Eisner Award nella categoria di miglior pittore.
Nel 2018 illustra la locandina del Salone internazionale del libro, e si cimenta per la prima volta con l'animazione, realizzando un cortometraggio a cartoni per il tour musicale di Jovanotti Lorenzo Live 2018.
Tra il 2019 e il 2020 Oblomov Edizioni pubblica, in due parti, Celestia, storia fantastica che immagina una versione fantastica di Venezia, sospesa tra Moebius e Hayao Miyazaki, e in cui si muove ancora una volta il personaggio di Dora. L’ispirazione per l’opera proviene dalle letture fumettistiche giovanili di Fior, oltre che ai maestri conosciuti durante la sua formazione. Come ha dichiarato egli stesso, Celestia «è, tra i lavori che ho fatto finora, quello che si nutre di più fumetto possibile». Grazie a Celestia, Fior vince il premio Yellow Kid Autore dell'Anno durante l'edizione 2020 di Lucca Comics & Games. Nel frattempo, torna a vivere in Italia, trasferendosi a Venezia.
Nel 2022 esce Hypericon, fumetto che torna alle atmosfere di Cinquemila chilometri al secondo e che, come quest'ultimo fumetto, pesca dalle proprie esperienze personali. L'opera metta in scena la storia d'amore tra due giovani italiani nella Berlino di fine anni Novanta, alternandola con la scoperta della tomba di Tutankhamon agli inizi del Novecento. Andrea Fiamma su Fumettologica lo definisce «un fumetto tenero, sensuale e pieno di senso della meraviglia, disegnato al meglio delle sue capacità», e in Francia Le Monde lo inserisce nella lista dei migliori fumetti dell'anno. Al Napoli Comicon 2023 il fumetto viene nominato a tre premi Micheluzzi (miglior fumetto, miglior sceneggiatura e miglior disegno), vincendo quello per la miglior sceneggiatura.
Nel 2025 realizza il poster della 82ª Mostra internazionale d'arte cinematografica di Venezia, prendendo il testimone da Lorenzo Mattotti, che aveva firmato le locandine delle precedenti sette edizioni del festival.

## Opere

### Fumetti
- Quattro buoni motivi, Arti grafiche friulane, 2003
- Les gens le dimanche, Atrabile, 2004 (tradotto in tedesco dalla casa editrice avant-verlag come Menschen am Sonntag nel 2004)
- Rosso oltremare, Coconino Press, 2006
- La signorina Else, Coconino Press, 2009
- Cinquemila chilometri al secondo, Coconino Press, 2010
- L'intervista, Coconino Press, 2013
- Le variazioni d'Orsay (Les variations d'Orsay, 2015), Coconino Press, 2015
- I giorni della merla, Coconino Press, 2016
- Celestia, Oblomov edizioni, 2019-2020
- Hypericon, Coconino Press, 2022

### Libri illustrati
- Pirati all'arrembaggio, Edizioni EL / Nathan, 2006
- Il giro del mondo in 80 giorni, Fratelli Fabbri Editori, 2007
- Zero Sagre, Edizioni Zero, 2010

### Altro
- Prima (fumetto su unica pagina 70x100cm), Flag press, 2017

## Premi e riconoscimenti
- 2007 Premio Attilio Micheluzzi - Miglior disegnatore Comicon Napoli, per Rosso oltremare
- 2009 Prix de la Ville de Genève, per La signorina Else
- 2010 Premio Gran Guinigi, Autore Unico – Lucca Comics, per Cinquemila chilometri al secondo
- 2011 Prix du Meilleur Album, Fauve d’Or – 38e Festival de la BD d’Angoulême per Cinquemila chilometri al secondo
- 2011 Premio Micheluzzi, Miglior Fumetto – Comicon Napoli, per Cinquemila chilometri al secondo
- 2014 Prix Bédélys Monde – Festival BD de Montréal per L'intervista
- 2014 Premio Attilio Micheluzzi – Miglior fumetto – Comicon Napoli per L'intervista
- 2020 Premio Autore dell'anno – Lucca Comics, per Celestia
- 2023 Premio Romics d'oro alla carriera
- 2023 Premio Attilio Micheluzzi – Miglior sceneggiatore – Comicon Napoli per Hypericon